# Sân bay Tezpur
Sân bay Tezpur (IATA: TEZ, ICAO: VETZ) là một sân bay ở Tezpur, bang Assam, Ấn Độ. Sân bay này cũng có tên là Sân bay Salonibari theo tên làng Salonibari nơi nó tọa lạc.

## Các hãng hàng không và các tuyến điểm
- Indian (Jorhat, Kolkata)